# Skog, Söderhamns kommun
Skog är en ort  i Söderhamns kommun och kyrkbyn i Skogs socken. Postortsnamnet är Stråtjära efter en by som är sammanväxt med Skog. 2015 justerade SCB definitionen för tätorter något, varvid man fann att avstånden mellan de olika husområdena är för stort för att området skall kunna utgöra en gemensam tätort och delarna har för få boende för att i sig kunna utgöra tätorter. Istället avgränsade SCB här två småorter varav den ena i Skog och den andra i Stråtjära
Ortens gamla kyrka står ruin idag.

## Befolkningsutveckling
| Befolkningsutvecklingen i Skog 1950–2015                                            | Befolkningsutvecklingen i Skog 1950–2015 | Befolkningsutvecklingen i Skog 1950–2015 | Befolkningsutvecklingen i Skog 1950–2015 | Befolkningsutvecklingen i Skog 1950–2015 |
| ----------------------------------------------------------------------------------- | ---------------------------------------- | ---------------------------------------- | ---------------------------------------- | ---------------------------------------- |
|                                                                                     |                                          |                                          |                                          |                                          |
| År                                                                                  |                                          |                                          | Folkmängd                                | Areal (ha)                               |
| 1950                                                                                | 1950                                     |                                          | 202                                      |                                          |
| 1960                                                                                | 1960                                     |                                          | 355                                      |                                          |
| 1965                                                                                | 1965                                     |                                          | 365                                      |                                          |
| 1970                                                                                | 1970                                     |                                          | 363                                      |                                          |
| 1975                                                                                | 1975                                     |                                          | 347                                      |                                          |
| 1980                                                                                | 1980                                     |                                          | 360                                      |                                          |
| 1990                                                                                | 1990                                     |                                          | 334                                      | 117                                      |
| 1995                                                                                | 1995                                     |                                          | 303                                      | 117                                      |
| 2000                                                                                | 2000                                     |                                          | 291                                      | 117                                      |
| 2005                                                                                | 2005                                     |                                          | 312                                      | 117                                      |
| 2010                                                                                | 2010                                     |                                          | 302                                      | 117                                      |
| 2015                                                                                | 2015                                     |                                          | 97                                       | 117#                                     |
| Anm.: Ej tätort 2015, tätorten delades i Skog och Stråtjära småorter. # Som småort. |                                          |                                          |                                          |                                          |